# Søren Frichs Vej
Søren Frichs Vej i Aarhus ligger mellem Vestre Ringgade og Viby Ringvej. Mod syd følger vejen Brabrandstien.
Gaden fik officielt navnet "Søren Frichs Vej" på byrådsmødet den 20. oktober 1921, et forslag som Udvalget for Byens Udvidelse og Bebyggelse indstillede og efterfølgende blev vedtaget af Aarhus Byråd.
Vejen er opkaldt efter Søren Frich, som oprettede A/S Frichs Maskinfabrik og Kedelsmedie. Firmaet flyttede til vejen omkring 1908. Flere af fabrikkens gamle bygninger kan stadig ses på området og kan kendes ved deres karakteristiske gule farve.